# İdrisoba
İdrisoba è un comune dell'Azerbaigian situato nel distretto di Xaçmaz. Conta una popolazione di 716 abitanti.